# It Grows on Trees
It Grows on Trees ist eine US-amerikanische Komödie von Arthur Lubin aus dem Jahr 1952 mit Irene Dunne in ihrer letzten Filmrolle.

## Handlung
Polly Baxter ist Hausfrau und Mutter von drei Kindern. Das Einkommen von Ehemann Phil ist mager und reicht kaum aus, die Wünsche aller Familienmitglieder zu erfüllen. Trotz aller Einschränkungen kauft Polly eines Tages zwei neue Bäume für den Garten. Bald schon stellt sich heraus, dass an den Bäumen statt Blätter Geldscheine wachsen. Die Geschichte wird von dem Medien weidlich ausgeschlachtet und schließlich erklärt das US-Schatzamt die Geldscheine für ein legales Zahlungsmittel. Endlich kann Polly das langersehnte Leben im Luxus führen. Rasch werden die Nachteile dieser natürlichen Währung offensichtlich: die Blätter welken und vertrocknen schnell. Um die nationale Währung zu stützen, kauft die Regierung am Ende Mrs. Baxter ihre Bäume ab und lässt sie abholzen. Als sich die Gemüter wieder beruhigt haben, macht Polly eine neue, sensationelle Entdeckung: in der alten Flasche, die sie auf dem Flohmarkt gekauft hat, wohnt dem Anschein nach ein dienstbarer Geist.

## Hintergrund
Nach dem Erfolg in I Remember Mama schien sich die Karriere von Irene Dunne auch über ihren 50sten Geburtstag hinaus ohne Probleme fortzusetzen. 1949 allerdings lehnte sie das Angebot von Darryl F. Zanuck ab, eine Nonne in ...und der Himmel lacht dazu zu spielen. Loretta Young übernahm die Rolle und erhielt für ihre Darstellung eine Nominierung für den Oscar als beste Hauptdarstellerin. Irene Dunnes Karriere hingegen erholte sich nicht mehr von den zwei aufeinanderfolgenden künstlerischen und finanziellen Reinfällen in Never a Dull Moment und The Mudlark, die sie 1950 erleben musste.
Als erster namhafter Hollywoodstar versuchte sie bereits Mitte 1952 eine Karriere im aufstrebenden Medium des Fernsehens. Sie fungierte für einige Folgen der Sendung Schlitz Playhouse of the Stars als Moderatorin. Weder das Publikum noch die Kritiker fanden Gefallen an Dunne, die in glamouröser Aufmachung jeweils zu Beginn der einstündigen Live-Sendung die nachfolgende Sendung anmoderierte. Hinzu kam in den Augen ihrer Fans ein Glaubwürdigkeitswiderspruch, wenn eine so renommierte Künstlerin wie Irene Dunne in einer Show auftrat, die von der Schlitz Brauerei gesponsert wurde.
Ihre letzte Filmrolle übernahm die Schauspielerin schließlich in der mit wenig Aufwand produzierten Komödie It Grows on Trees, die sie für Universal Pictures drehte. Dunne handelte neben ihrer regulären Gage eine Gewinnbeteiligung von 7,5 v.H. für sich aus. Der Arbeitstitel lautete There's Nothing Like Money. Universal Pictures musste eine Sondergenehmigung beim Department of the Treasury einholen, da es nicht erlaubt war, Geldnoten als Ganzes zu filmen oder zu fotografieren.
Nach It Grows on Trees zog sich die Schauspielerin auf Dauer von der Leinwand zurück. Zu den Gründen meinte sie einige Jahre später:

„Ich bin mir nicht sicher, warum ich mich zurückgezogen haben. Es gab eigentlich keine Notwendigkeit. Die Drehbücher kamen immer noch herein. Ich vergleiche meine Karriere mit der von Mickey Mantle. Wie er bin ich gegangen, als ich noch oben war. Vielleicht war es einfach so, dass ich keine Lust hatte auf die zweite oder dritte Hauptrolle. Ich wollte niemals Charakterrollen spielen. Ich bin in die Schauspielerei hineingerutscht und auch wieder heraus.“

## Kritiken
Die New York Times fand keinen Gefallen an dem albernen Geschehen.

„Irene Dunne, die unermüdliche Dame, die alles gespielt hat von einer Romanschreiberin, die so richtig auf den Putz haut bis hin zu Queen Victoria, präsentiert sich […] in einer albernen kleinen Phantasiekomödie namens „It Grows on Trees“, womit selbstverständlich Geld gemeint ist. […] Für Ihr Geld allerdings bekommen Sie lediglich einen einzigen Gag serviert, der sich im Verlauf der Handlung dehnt wie Kaugummi. […] Miss Dunnes übertriebene Vornehmheit betont leider noch, wie dünn die ganze Story doch ist: eine einzige Pointe, die durch ihre endlose Wiederholung zu Tode geritten wird.“